# International Karate +
International Karate +, souvent abrégé IK+, est un jeu vidéo de combat de karaté, sorti en 1987, édité par System 3 pour le ZX Spectrum, Commodore 64, Amstrad CPC, Atari ST, Amiga, Amiga CD32. La version Commodore sortie aux États-Unis porte le nom Chop 'n Drop.

## Système de jeu
Trois karatekas s'affrontent sur un port, le but étant d'être le premier à marquer 6 points. Tous les deux rounds, il y a un jeu bonus qui demande, ou bien de renvoyer des boules arrivant de la droite ou  de la gauche à l'aide d'un bouclier, ou bien de repousser à l'aide de ses pieds des bombes, évitant ainsi qu'elles n'explosent contre le joueur. La version Commodore 64 ne possède qu'une seule phase de bonus, celle des boules. Le jeu peut être joué par un ou deux joueurs, il y a donc au moins un joueur sur les trois qui est contrôlé par l'ordinateur. Contrairement à son prédécesseur, il n'y a qu'un seul décor. Il est cependant possible de modifier l'environnement de ce dernier à l'aide des touches du clavier et ainsi faire apparaître quelques animations (certaines non dénuées d'humour !) pour rendre plus vivant cet arrière-plan.

## Développement
Archer Maclean a développé la plus grande partie du jeu. La musique a été écrite par Rob Hubbard. Celle de la version Amiga a été retouchée par Dave Lowe. En août 2005, la musique du jeu a été jouée au concert de la 3e Symphony de musiques de jeux à Leipzig en Allemagne.
Le jeu a rassemblé une grande communauté de joueurs durant la fin des années 80 mais également une partie des années 90. En Amérique du Nord, il n'a jamais été aussi populaire qu'en Europe mais il était tout de même considéré comme un jeu incontournable[réf. nécessaire].

## Portage
Les versions 16/32-bit du jeu sont arrivées plus tard sur Atari ST, Amiga et Amiga CD32. Une autre version International Karate Deluxe était prête mais n'est jamais sortie.
En 2002, Ignition a porté IK+ sur Game Boy Advance en Europe et en Amérique du Nord en restant fidèle aux versions 16-bit. Une version PlayStation est également sortie, renommée Chop 'n Drop en Amérique du Nord.
Le jeu est disponible sur la console virtuelle de la Wii en Europe le 25 juillet 2008.

## Accueil
| International Karate + |      |                |
| Médias                 | Pays | Notes          |
| MicroHobby             | ES   | 8/10 (moyenne) |

Le jeu est l'une des entrées de l'ouvrage Les 1001 jeux vidéo auxquels il faut avoir joué dans sa vie.